# Grantsville (Utah)
Grantsville es por población la segunda ciudad del condado de Tooele, estado de Utah, Estados Unidos. Según el censo de 2000, la población era de 6.015 habitantes. Se estima que en 2003 se había incrementado hasta los 6.824 habitantes. La ciudad ha crecido lenta y regularmente durante la mayor parte de su existencia, pero los mayores crecimientos los tuvo durante los años años 1970 y 1990. El reciente crecimiento se ha atribuido a la cercanía del centro recreativo Deseret Peak y a la reciente construcción del centro de distribución de supermercados Wal-Mart. 
Algunos de los nombres anteriores de Grantsville fueron Twenty Wells y Willow Creek. Se cambió a Grantsville en honor de George D. Grant, un líder de un grupo militar que fue enviado para controlar a los nativos hostiles. Él también condujo a un grupo a rescatar a unos pioneros.

## Geografía
Grantsville se encuentra en las coordenadas 40°35′45″N 112°27′55″O / 40.59583, -112.46528. Al sur, la montaña South, que separa el valle Rush del valle Tooele, le hace de frontera, al norte Stansbury Island, al este las Montañas Oquirrh y al oeste Stansbury Range. 
Según la oficina del censo de Estados Unidos, la ciudad tiene una superficie total de 46,1 km², de los cuales 46,1 km² es tierra y 0,1 km² (0.22%) está cubierto de agua.
- Datos: Q483114
- Multimedia: Grantsville, Utah / Q483114

1. ↑  Zip Data Maps, código ZIP n.º 84029.